# Championnat d'Europe féminin de football des moins de 19 ans 2015
Cet article traite de l'épreuve féminine. Pour la compétition masculine, voir Championnat d'Europe de football des moins de 19 ans 2015.
Navigation
Édition 2014 Édition 2016
La 18e édition du Championnat d'Europe de football féminin des moins de 19 ans  est un tournoi de football féminin qui se tenait en Israël, du 15 au 27 juillet 2015. Les joueuses nées après le 1er janvier 1996 pouvaient participer à la compétition.

## Équipes participantes
Équipes qualifiées à la phase finale de la compétition :
- Allemagne
- Angleterre
- Danemark
- Espagne
- France
- Israël, nation organisatrice
- Norvège
- Suède

## Phase finale

### Premier tour

#### Groupe A
| Rang | Équipe   | Pts | J | G | N | P | Bp | Bc | Diff |
| ---- | -------- | --- | - | - | - | - | -- | -- | ---- |
| 1    | France   | 9   | 3 | 3 | 0 | 0 | 6  | 0  | +6   |
| 2    | Suède    | 6   | 3 | 2 | 0 | 1 | 4  | 1  | +3   |
| 3    | Danemark | 3   | 3 | 1 | 0 | 2 | 2  | 3  | -1   |
| 4    | Israël   | 0   | 3 | 0 | 0 | 3 | 1  | 9  | -8   |

     Équipe qualifiée ou victorieuse; Pts = points ; J = joués ; G = gagnés ; N = nuls ; P = perdus;

Bp = buts pour ; Bc = buts contre ; Diff = différence de buts
| Match | Date            | Lieu          | Équipe 1 | Résultat | Équipe 2 |
| ----- | --------------- | ------------- | -------- | -------- | -------- |
| 1     | 15 juillet 2015 | Netanya       | France   | 1 - 0    | Danemark |
| 4     | 15 juillet 2015 | Lod           | Israël   | 0 - 3    | Suède    |
| 5     | 18 juillet 2015 | Rishon LeZion | Suède    | 1 - 0    | Danemark |
| 8     | 18 juillet 2015 | Netanya       | Israël   | 0 – 4    | France   |
| 11    | 21 juillet 2015 | Lod           | Danemark | 2 – 1    | Israël   |
| 12    | 21 juillet 2015 | Llanelli      | Suède    | 0 – 1    | France   |

1re journée
| Match 1                 | France    | 1 - 0   | Danemark | Stade de Netanya, Netanya |                       |
| 15 juillet 2015 19 h 30 | Léger 49e | (0 - 0) |          | Arbitrage : Ana Minić     | Arbitrage : Ana Minić |

| Match 4                 | Israël | 0 - 3   | Suède                            | Stade de Lod, Lod      |                        |
| 15 juillet 2015 20 h 10 |        | (0 - 2) | Björn 22e · Blackstenius 28e 72e | Arbitrage : Rhona Daly | Arbitrage : Rhona Daly |

2e journée
| Match 5                 | Suède               | 1 - 0   | Danemark | Haberfeld Stadium, Rishon LeZion |                            |
| 18 juillet 2015 19 h 30 | Angeldal 35e (pen.) | (1 - 0) |          | Arbitrage : Lorraine Clark       | Arbitrage : Lorraine Clark |

| Match 8                 | Israël | 0 - 4   | France                                           | Stade de Netanya, Netanya   |                             |
| 18 juillet 2015 21 h 15 |        | (0 - 2) | Mateo 10e · Carage 26e · Gathrat 63e · Léger 90e | Arbitrage : Lina Lehtovaara | Arbitrage : Lina Lehtovaara |

23e journée
| Match 11                | Danemark         | 2 - 1   | Israël     | Stade de Lod, Lod             |                               |
| 21 juillet 2015 19 h 40 | Sørensen 33e 60e | (1 - 1) | Avital 22e | Arbitrage : Eleni Lampadariou | Arbitrage : Eleni Lampadariou |

| Match 12                | Suède | 0 - 1   | France             | Stade de Netanya, Netanya |                        |
| 21 juillet 2015 19 h 40 |       | (0 - 1) | Andersson 5e (csc) | Arbitrage : Rhona Daly    | Arbitrage : Rhona Daly |

#### Groupe B
| Rang | Équipe     | Pts | J | G | N | P | Bp | Bc | Diff |
| ---- | ---------- | --- | - | - | - | - | -- | -- | ---- |
| 1    | Allemagne  | 6   | 3 | 2 | 0 | 1 | 3  | 3  | 0    |
| 2    | Espagne    | 6   | 3 | 2 | 0 | 1 | 7  | 2  | +5   |
| 3    | Norvège    | 4   | 3 | 1 | 1 | 1 | 2  | 4  | -2   |
| 4    | Angleterre | 1   | 3 | 0 | 1 | 2 | 2  | 5  | -3   |

     Équipe qualifiée ou victorieuse; Pts = points ; J = joués ; G = gagnés ; N = nuls ; P = perdus;

Bp = buts pour ; Bc = buts contre ; Diff = différence de buts
| Match | Date            | Lieu           | Équipe 1   | Résultat | Équipe 2   |
| ----- | --------------- | -------------- | ---------- | -------- | ---------- |
| 2     | 15 juillet 2015 | Rishon Le-zion | Angleterre | 1 - 2    | Allemagne  |
| 3     | 15 juillet 2015 | Ramla          | Espagne    | 4 - 0    | Norvège    |
| 6     | 18 juillet 2015 | Ramla          | Angleterre | 1 - 2    | Espagne    |
| 7     | 18 juillet 2015 | Lod            | Allemagne  | 0 – 2    | Norvège    |
| 9     | 21 juillet 2015 | Ramla          | Norvège    | 0 - 0    | Angleterre |
| 10    | 21 juillet 2015 | Rishon Le-zion | Allemagne  | 1 - 0    | Espagne    |

1re journée
| Match 2                 | Angleterre | 1 - 2   | Allemagne               | Haberfeld Stadium, Rishon LeZion |                             |
| 15 juillet 2015 19 h 30 | George 30e | (1 - 1) | Ehegötz 25e · Knaak 87e | Arbitrage : Lina Lehtovaara      | Arbitrage : Lina Lehtovaara |

| Match 3                 | Espagne                                           | 4 - 0   | Norvège | Stade de Ramla, Ramla  |                        |
| 15 juillet 2015 19 h 30 | Redondo 22e 83e · García 26e (pen.) · Garrote 38e | (3 - 0) |         | Arbitrage : Rhona Daly | Arbitrage : Rhona Daly |

### Tableau final
|  | Demi-finales             | Demi-finales         | Demi-finales         | Demi-finales         |         |         | Finale                   | Finale                   | Finale                   | Finale                   |
|  |                          |                      |                      |                      |         |         |                          |                          |                          |                          |
|  | 24 juillet 2015, Lod     | 24 juillet 2015, Lod | 24 juillet 2015, Lod | 24 juillet 2015, Lod |         |         | 27 juillet 2015, Netanya | 27 juillet 2015, Netanya | 27 juillet 2015, Netanya | 27 juillet 2015, Netanya |
|  | [1A] France              | [1A] France          | 1ap (4)              | 1ap (4)              |         |         | 27 juillet 2015, Netanya | 27 juillet 2015, Netanya | 27 juillet 2015, Netanya | 27 juillet 2015, Netanya |
|  | [1A] France              | [1A] France          | 1ap (4)              | 1ap (4)              |         |         | 27 juillet 2015, Netanya | 27 juillet 2015, Netanya | 27 juillet 2015, Netanya | 27 juillet 2015, Netanya |
|  | [2B] Espagne             | [2B] Espagne         | 1 tab(5)             | 1 tab(5)             |         |         | 27 juillet 2015, Netanya | 27 juillet 2015, Netanya | 27 juillet 2015, Netanya | 27 juillet 2015, Netanya |
|  | [2B] Espagne             | [2B] Espagne         | 1 tab(5)             | 1 tab(5)             | Espagne | Espagne | 1                        | 1                        |                          |                          |
|  | 24 juillet 2015, Netanya |                      |                      |                      | Espagne | Espagne | 1                        | 1                        |                          |                          |
|  |                          |                      | Suède                | Suède                | 3       | 3       |                          |                          |                          |                          |
|  | [1B] Allemagne           | [1B] Allemagne       | Suède                | Suède                | 3       | 3       | 3ap (2)                  | 3ap (2)                  |                          |                          |
|  | [1B] Allemagne           | [1B] Allemagne       |                      |                      |         |         |                          | 3ap (2)                  |                          |                          |
|  | [2A] Suède               | [2A] Suède           | 3 tab(4)             | 3 tab(4)             |         |         |                          |                          |                          |                          |
|  | [2A] Suède               | [2A] Suède           | 3 tab(4)             | 3 tab(4)             |         |         |                          |                          |                          |                          |

#### Demi-finales
| Match 13                | Allemagne                          | 3 – 3ap           | Suède                                                   | Stade de Netanya, Netanya    |                              |
| 24 juillet 2015 19 h 00 | Knaak 12e · Ehegötz 58e · Gier 78e | (1 – 2, 3 – 3)    | Almqvist 21e · Blackstenius 44e · Brandenburg 88e (csc) | Arbitrage : Esther Azzopardi | Arbitrage : Esther Azzopardi |
| 24 juillet 2015 19 h 00 | Knaak · Gier · Rauch · Gaugigl     | Tirs au but 2 - 4 | Angeldal · Björn · Blackstenius · Blomqvist             | Arbitrage : Esther Azzopardi | Arbitrage : Esther Azzopardi |

| Match 14                | France                                             | 1 – 1ap           | Espagne                                           | Stade de Lod, Lod      |                        |
| 24 juillet 2015 21 h 30 | Léger 36e                                          | (1 – 1, 1 – 1)    | Sánchez 42e                                       | Arbitrage : Rhona Daly | Arbitrage : Rhona Daly |
| 24 juillet 2015 21 h 30 | Greboval · Lahmari · Karchaoui · Romanelli · Léger | Tirs au but 4 - 5 | Domínguez · Hernández · Ortega · Beltrán · García | Arbitrage : Rhona Daly | Arbitrage : Rhona Daly |

#### Finale
| Match 15                | Espagne       | 1 – 3   | Suède                               | Stade de Netanya, Netanya   |                             |
| 27 juillet 2015 19 h 40 | Hernández 81e | (0 – 2) | Blackstenius 28e 36e · Angeldal 89e | Arbitrage : Lina Lehtovaara | Arbitrage : Lina Lehtovaara |

| Championne d'Europe de football féminin des moins de 19 ans 2015 Suède 3e titre |

## Buteuses
6 buts
- Stina Blackstenius

3 buts
- Marie-Charlotte Léger
- Alba Redondo

2 buts
- Nicoline Sørensen
- Nina Ehegötz
- Rebecca Knaak
- Pilar Garrote
- Filippa Angeldal

1 but
- Natasha Flint
- Gabrielle George
- Noémie Carage
- Juliane Gathrat
- Clara Mateo
- Madeline Gier
- Eden Avital
- Vilde Fjelldal
- Rocío Gálvez
- Nahikari García
- Sandra Hernández
- Andrea Sánchez
- Tove Almqvist
- Nathalie Björn

Buts contre son camp
- Rebecca Knaak (contre la Norvège)
- Rocío Gálvez (contre l'Allemagne)
- Emelie Andersson (contre la France)

## Équipe du tournoi
Gardiennes
- Lena Pauels
- Caitlin Leach

Défenseures
- Théa Greboval
- Rebecca Knaak
- Pauline Dhaeyer
- Rocío Gálvez
- Felicitas Rauch
- Nathalie Björn

Milieux
- Jodie Brett
- Pilar Garrote
- Juliane Gathrat
- Maëlle Garbino
- Sandra Hernández

Attaquantes
- Stina Blackstenius
- Tove Almqvist
- Nahikari García
- Eden Avital
- Madeline Gier